# Wiesław Maniak

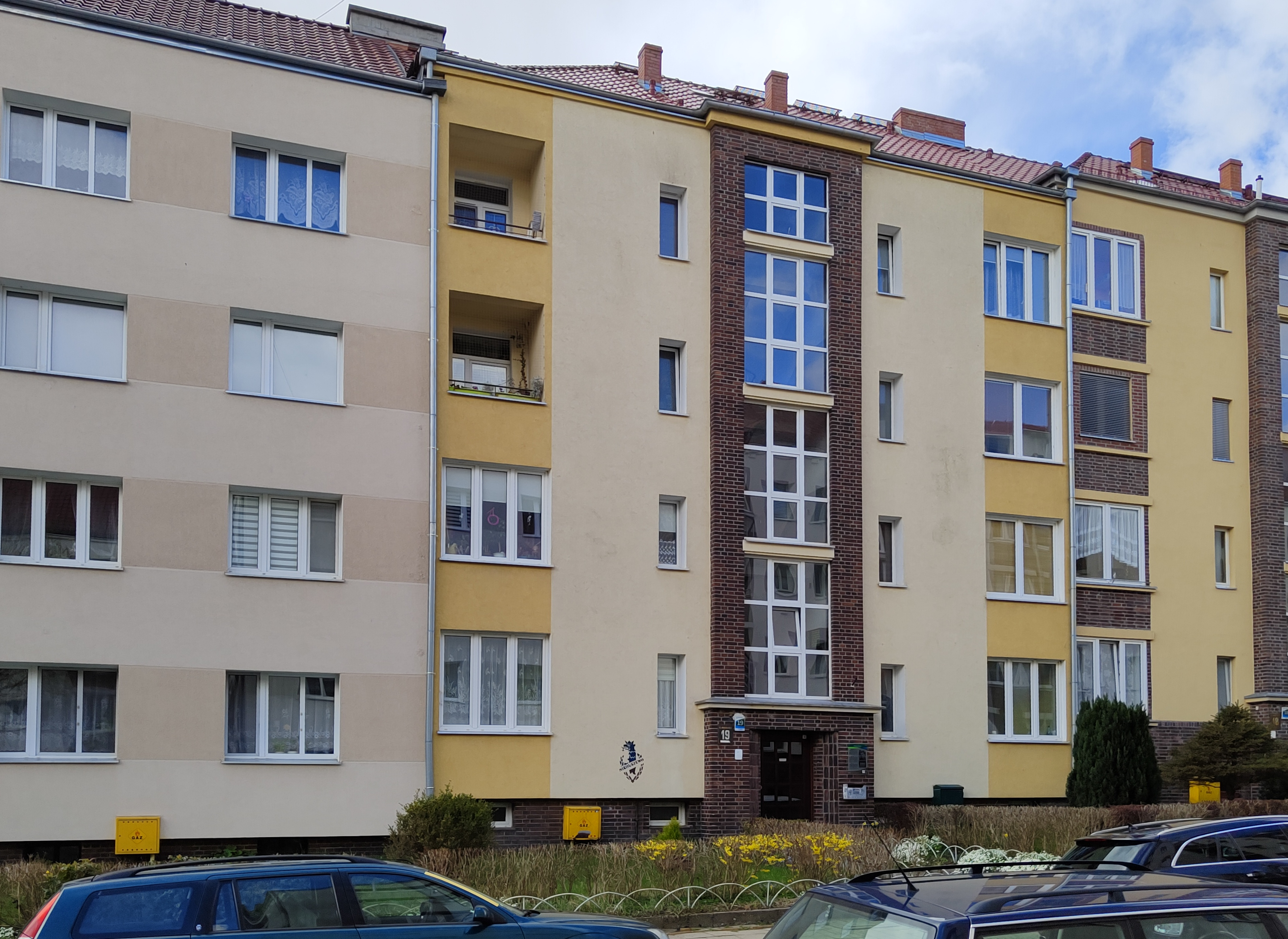
Dawny dom Wiesława Maniaka w Szczecinie

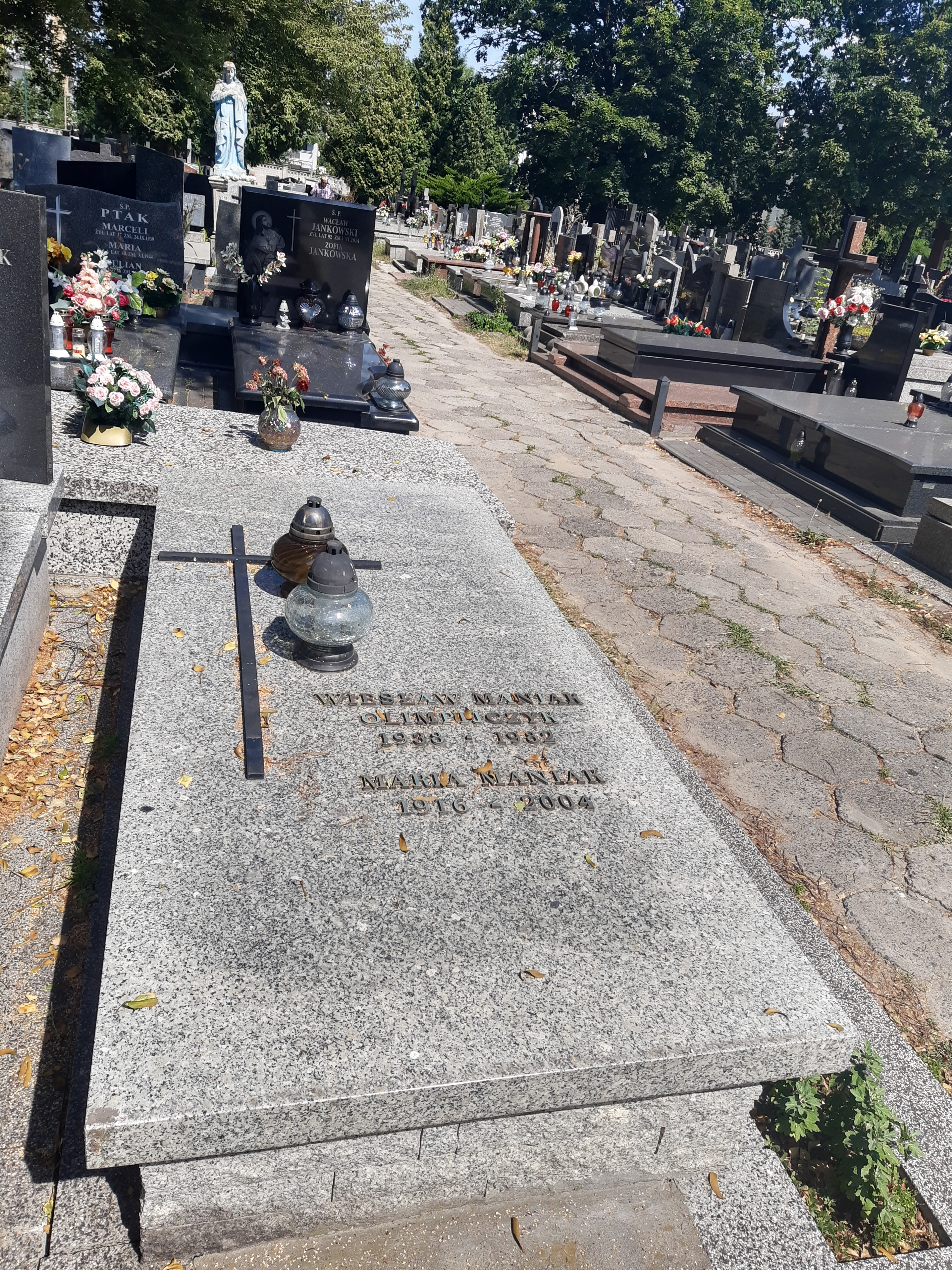
Grób Wiesława Maniaka na cmentarzu Wawrzyszewskim

Wiesław Jan Maniak (ur. 22 maja 1938 we Lwowie, zm. 28 czerwca 1982 w Kurczatowie, ZSRR) – polski lekkoatleta, medalista olimpijski i mistrz Europy. Specjalizował się w sprincie, zwłaszcza w biegu na 100 m.
Młodość spędził w Wielkiej Brytanii i Irlandii, gdzie mieszkał jego ojciec. Do Polski przyjechał w 1963.

## Osiągnięcia
Na olimpiadzie w Tokio 1964 zajął 4. miejsce w finale biegu na 100 m, jako najlepszy z białoskórych biegaczy. Zdobył srebrny medal olimpijski w sztafecie 4 x 100 m (wraz z Andrzejem Zielińskim, Marianem Foikiem i Marianem Dudziakiem). Na Mistrzostwach Europy w Budapeszcie 1966 zwyciężył w biegu na 100 m. Maniak zajął 4. miejsce w Halowych Mistrzostwach Europy w Madrycie 1968 w biegu na 50 m. Podczas igrzysk olimpijskich w Meksyku 1968 nie odniósł sukcesów indywidualnych, natomiast w sztafecie 4 x 100 m był w finale (8. miejsce). Uczestniczył też w Mistrzostwach Europy w Helsinkach 1971.
Czterokrotnie był mistrzem Polski na 100 m (w latach 1965, 1966, 1967 i 1971) i raz na 200 m (w 1965). Reprezentował barwy Legii Warszawa, Pogoni Szczecin i Skry Warszawa. Zmarł w trakcie pracy podczas kontraktu na budowie elektrowni w ZSRR.

## Miejsce spoczynku
Został pochowany w Warszawie, na cmentarzu Wawrzyszewskim.

## Rekordy życiowe
Jego rekord Polski na 100 m z roku 1965, wynoszący 10,1 s., przetrwał 19 lat do 1984. Podczas Letnich Igrzysk Olimpijskich w Tokio (15 października) uzyskał wynik 10,15 s. Niestety nie mógł on zostać uznany za rekord Polski z powodu zbyt silnego wiatru (+5,3 m/s), podobnie jak wynik 10,0 s. uzyskany 3 lata później w Poznaniu (24 czerwca 1967, wiatr +2,8 m/s).

## Upamiętnienie
Miejski Stadion Lekkoatletyczny w Szczecinie nosi imię Wiesława Maniaka. Z inicjatywy Stowarzyszenie Czas Przestrzeń Tożsamość w 2008 na cmentarzu Centralnym w Szczecinie posadzono „drzewko pamięci" poświęcone jego osobie. Od 2018 roku na Miejskim Stadionie Lekkoatletycznym w Szczecinie rozgrywany jest memoriał Wiesława Maniaka.